# Cataulacus lujae
Cataulacus lujae är en myrart som beskrevs av Auguste-Henri Forel 1911. Cataulacus lujae ingår i släktet Cataulacus och familjen myror. Inga underarter finns listade.

## Bildgalleri

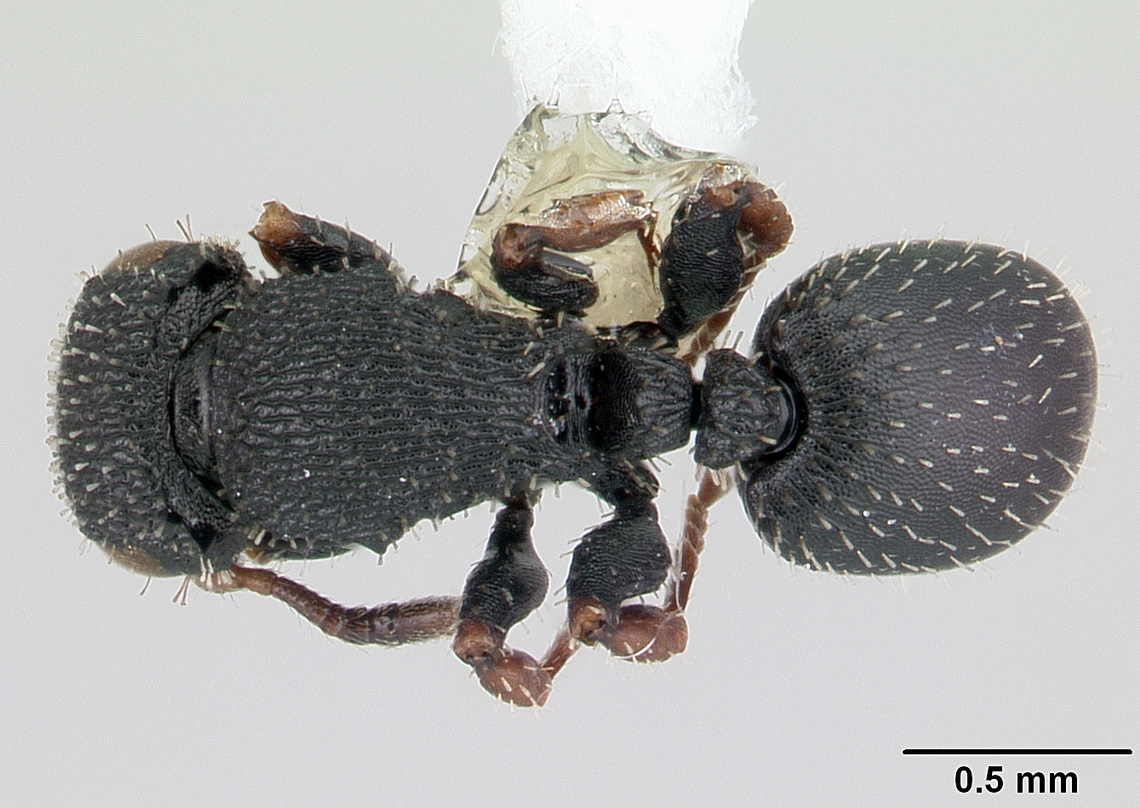
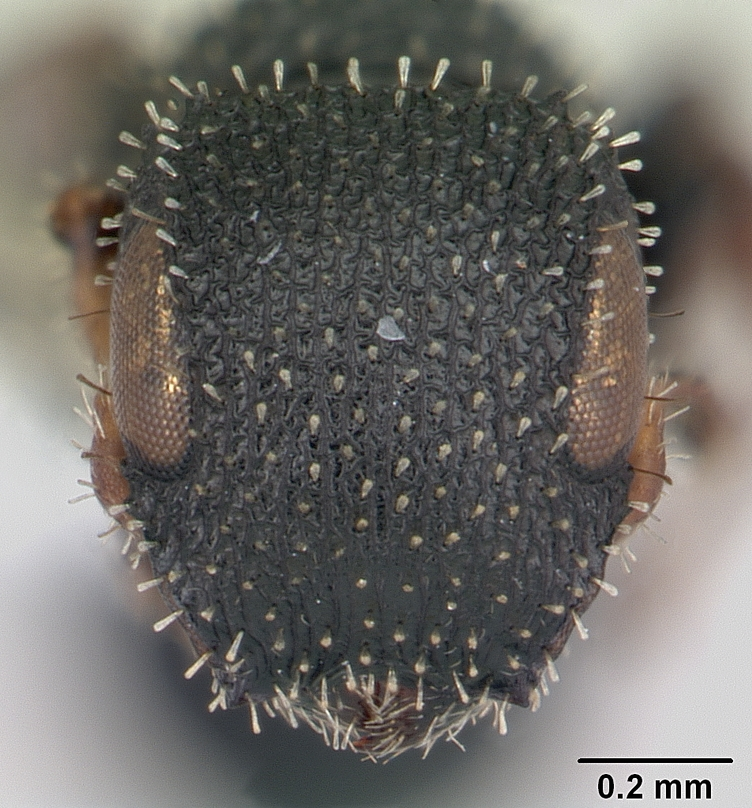
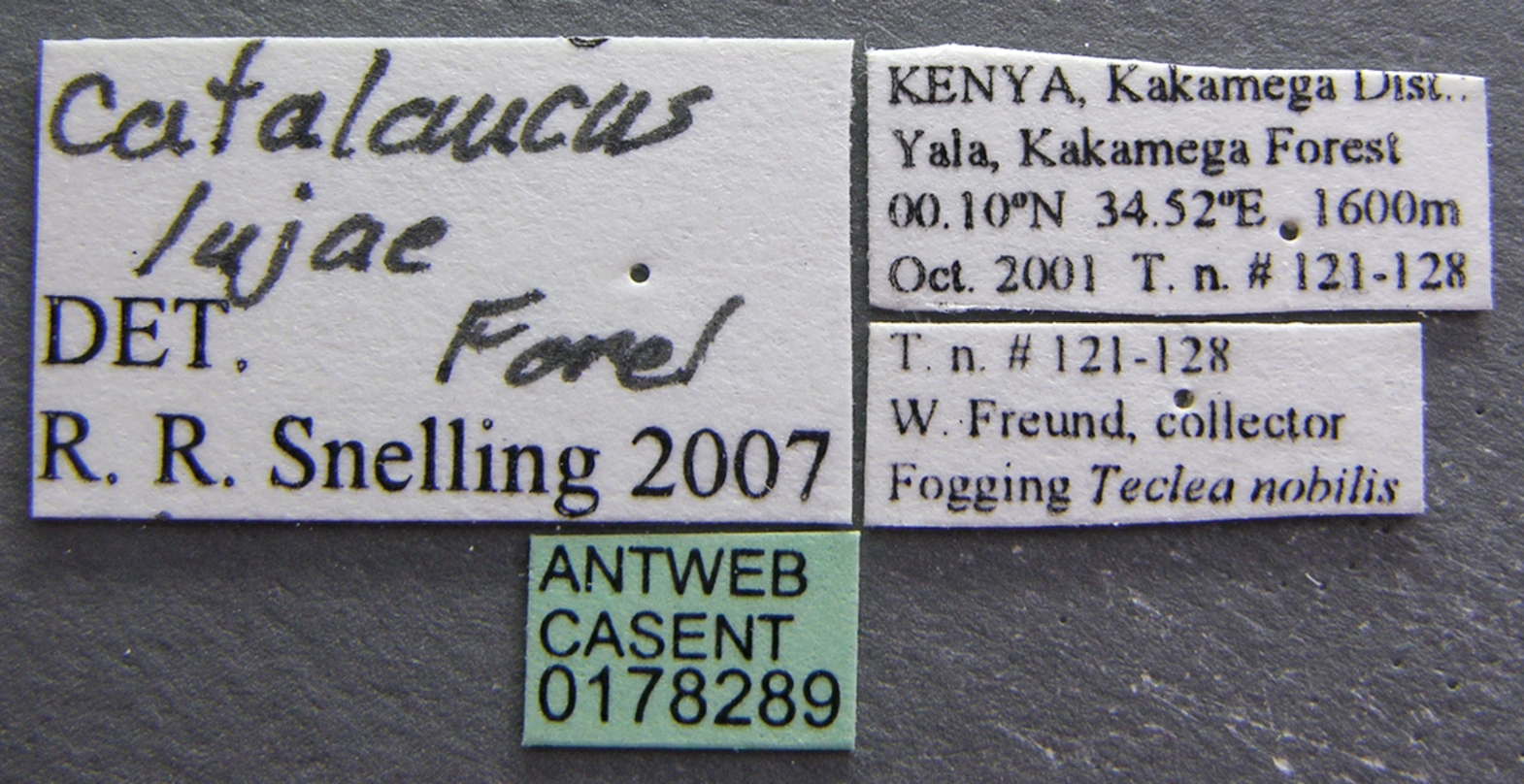
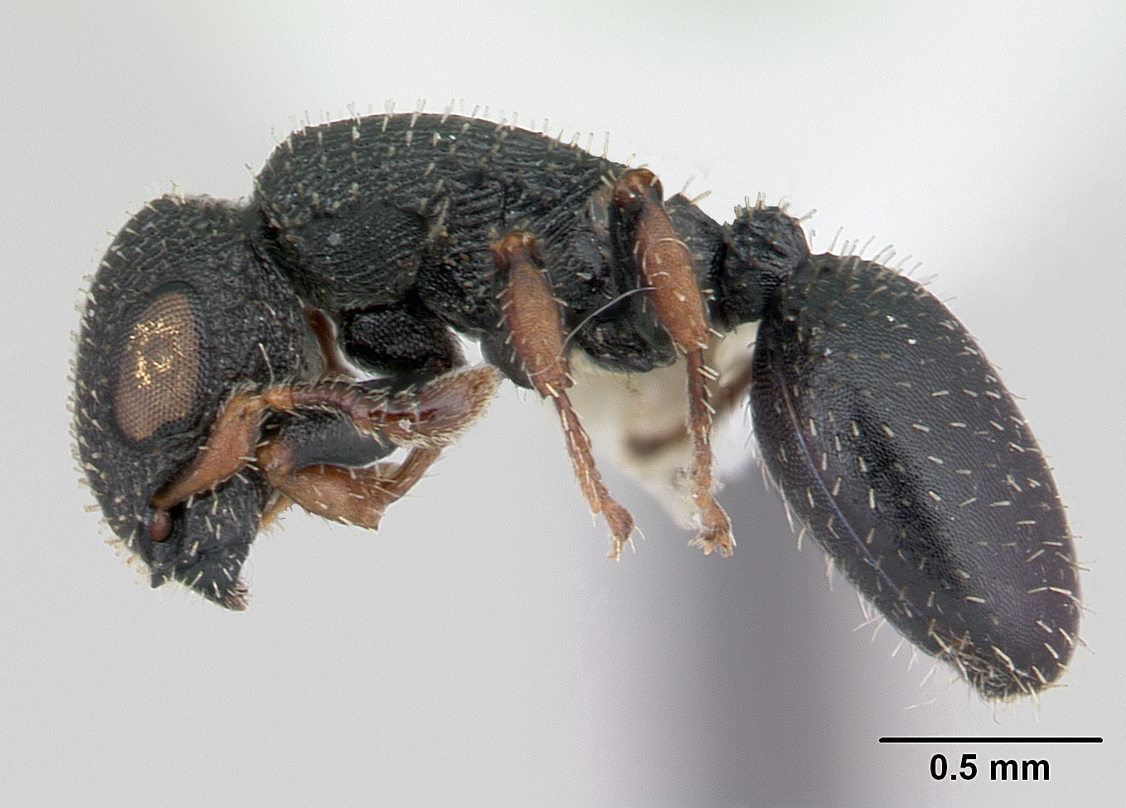